# ۱٬۳-دی‌کلروپروپیلن
۱،۳-دی‌کلروپروپیلن (به انگلیسی: 1,3-Dichloropropene) با فرمول شیمیایی C3H4Cl2 یک ترکیب شیمیایی با شناسه پاب‌کم 24726 است. که جرم مولی آن 110.97 g/mol می‌باشد. شکل ظاهری این ترکیب، مایع قرمز است.